# Ouro Fino
Ouro Fino este un oraș în Minas Gerais (MG), Brazilia.